# Cantone di Saint-Jean-de-Luz
Il Cantone di Saint-Jean-de-Luz è una divisione amministrativa dell'arrondissement di Bayonne.
A seguito della riforma approvata con decreto del 25 febbraio 2014, che ha avuto attuazione dopo le elezioni dipartimentali del 2015, il numero dei comuni è rimasto invariato a 4, ma è ne è stata cambiata la composizione.

## Composizione
I 4 comuni facenti parte prima della riforma del 2014 erano:
- Ascain
- Bidart
- Guéthary
- Saint-Jean-de-Luz

Dal 2015 i comuni appartenenti al cantone sono i seguenti 4:
- Bidart
- Ciboure
- Guéthary
- Saint-Jean-de-Luz